# Ehren McGhehey
Kenneth Ehren McGhehey Jr. (McMinnville (Oregon), 29 november 1976) bijgenaamd  Danger Ehren, is een Amerikaanse acteur en Stuntman, bekend van het MTV programma Jackass.

## Jackass
Na zijn carrière als snowboarder, die hij noodgedwongen moest beëindigen door veel zware blessures, werkte hij een tijdje in een skateshop, toen hij daar werkte begon hij zelf stunts te filmen. Hij is goed bevriend met Dave England die aan Jackass regisseur en producer Jeff Tremaine vroeg of Ehren mee mocht doen aan het programma. Ehren heeft als bijnaam "Danger" Ehren. Opmerkelijk te noemen is dat zijn motto in de Jackass serie: "Safety First" is, wat staat voor veiligheid gaat voor.

## Filmografie
| Jaar | Titel                   | Rol                | Opmerkingen                         |
| ---- | ----------------------- | ------------------ | ----------------------------------- |
| 2002 | Jackass: The Movie      | Zichzelf           | Schrijver                           |
| 2003 | Grind                   | Rival skater       |                                     |
| 2005 | Dishdogz                | Ontslagen afwasser |                                     |
| 2006 | TV: The Movie           | Jimmy Gonzales     |                                     |
| 2006 | Jackass Number Two      | Zichzelf           | Schrijver                           |
| 2007 | Jackass 2.5             | Zichzelf           | Schrijver                           |
| 2008 | Paranoid Park           | Zichzelf           | ongecrediteerd                      |
| 2009 | Jackass: The Lost Tapes | Zichzelf           | Gearchiveerd beeldmateriaal         |
| 2010 | Jackass 3D              | Zichzelf           | Schrijver                           |
| 2011 | Jackass 3.5             | Zichzelf           | Schrijver                           |
| 2014 | All Hell Breaks Loose   | Clarence           | Executief producer                  |
| 2020 | Steve-O: Gnarly         | Zichzelf           | Direct-to-videorelease Gastoptreden |
| 2022 | Jackass Forever         | Zichzelf           | Schrijver                           |
| 2022 | Jackass 4.5             | Zichzelf           | Schrijver                           |

- International Standard Name Identifier: 0000 0000 4425 9728
- Library of Congress Control Number: no2003071761
- MusicBrainz: 50e288fe-b45e-4666-91b8-f17c0d051f6b
- Nationale Bibliotheek van Tsjechië: xx0082823
- Virtual International Authority File: 56304209
- WorldCat: E39PBJqw3hYdKtBVjfCQpxWMT3